# Messamena
Messamena est une commune du Cameroun située dans la région de l'Est et le département du Haut-Nyong.

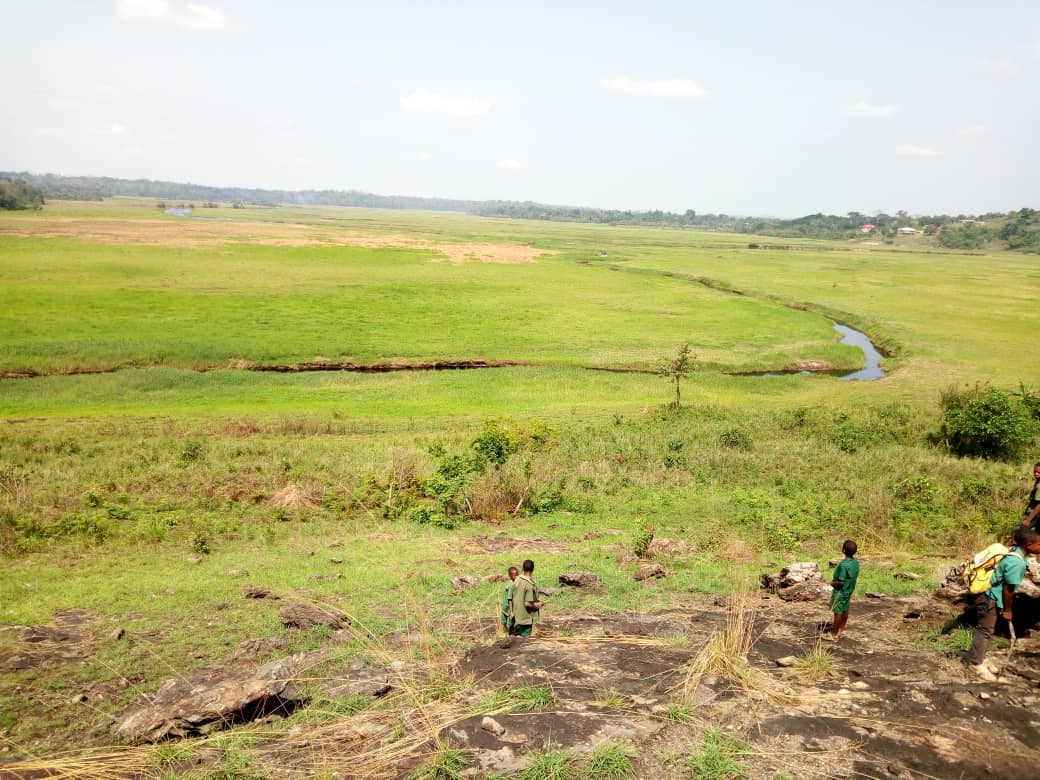
Long Mafok, l'un des affluents de la rivière Nyong, venant de la ville de Messamena

## Population
Lors du recensement de 2005, la commune comptait 26 153 habitants, dont 3 180 pour Messamena Ville.

## Organisation
Outre Messamena, la commune comprend les villages suivants :
- Akok-Bikélé
- Akoumou
- Alouma
- Apadjop
- Asia
- Avébé
- Balandjwok
- Bélay
- Bétani
- Bibom
- Bidjombo
- Bifolone
- Bindinding
- Bintsina
- Bissoua
- Bitsil Bouang
- Dimpam
- Diwala
- Dja
- Djouébla
- Doumé
- Doumo
- Doumomama
- Ébadé
- Ébam
- Éko
- Ékomo
- Épalékan
- Étchou
- Étol
- Fen
- Ka
- Kabiloun
- Kanal
- Kodja
- Komba
- Kompya
- Koua
- Kouadjo
- Koum
- Labba
- Leh
- Lékek
- Londjap
- Madjo
- Madju
- Makak
- Malen
- Maleuleu
- Mang
- Masia
- Masiel
- Matol
- Mba
- Mboumo
- Méba
- Méfadé
- Mélen
- Mélong
- Ménoak
- Méyos
- Mimbang
- Minsoan
- Mpaki
- Mpan
- Mpoumdon
- Nemeyong
- Ngam
- Ngoulmakong
- Ngoulminanga
- Njibot
- Nkolkwa
- Nkonzu
- Nkoul
- Ntibonkwé
- Ntolok
- Ntonga
- Ntoumzok
- Sélé
- Soléyé
- Témo
- Tésang
- Tian
- Wada
- Zémélé

## Histoire
La région du Haut-Nyong est de 1939 à 1943 une région dirigée par un médecin-résident, Jean-Joseph David, comme une sorte d'utopie coloniale.
Le docteur militaire Henri Koch a la charge de la grande commune de Messamena, qui semble en conserver un bon souvenir : voir le livre d'enquête biographique sur le cas de Jean Joseph David, Le médecin qui voulut être roi. Sur les traces d’une utopie coloniale (Paris, Seuil, 2017),.